# Vendredi maléfique
 (mars 2025).
Si vous disposez d'ouvrages ou d'articles de référence ou si vous connaissez des sites web de qualité traitant du thème abordé ici, merci de compléter l'article en donnant les références utiles à sa vérifiabilité et en les liant à la section « Notes et références ».
Vendredi maléfique (titre original : Lady Friday) est le cinquième tome de la série littéraire australienne Les Sept Clefs du pouvoir, écrite par Garth Nix. L'action se déroule dans le Grand Labyrinthe, dans le Moyen-Palais et dans la Montagne-Refuge de Vendredi.

## Résumé du roman
Arthur se réveille à la suite de son combat contre les Néo-Rien, il est dans la Citadelle de Jeudi dont il a pris le pouvoir. Il reçoit un message piégé de Dame Vendredi, en touchant une tablette, il est transporté dans le Moyen-Palais. Il retrouve Suzy T. B. et Fred, un enfant du joueur de Flûte avec qui il était dans l’armée. Ils vont voyager à bord d’un bateau puis voler grâce à des Serviteurs Ailés de la Nuit. Arrivé à destination de la Citadelle de la Reliure, il va faire appel à l’Aube de Vendredi, et à ses serviteurs pour les emmener au Pinacle. De ce lieu, ils vont emprunter l’Escalier de l’Imprévisible pour aller jusqu’au repère de Vendredi. Avec l’aide du Marin, Arthur va détrôner Vendredi, prendre possession de la Clef Cinquième et enfin pouvoir rentrer chez lui…